# Panell DLP

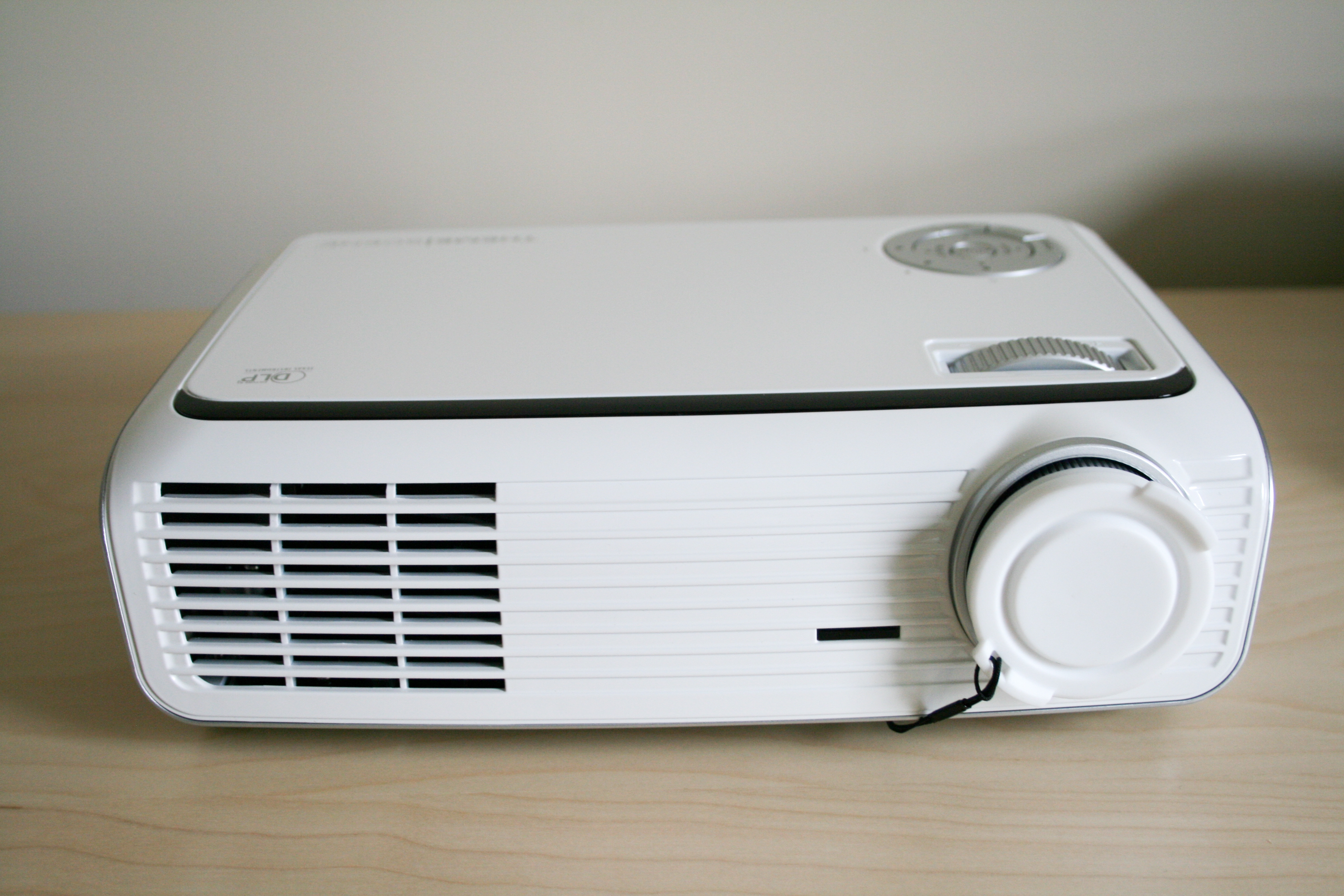
Projector Optoma HD65 amb tecnologia DLP

Digital Light Processing (Processament Digital de la Llum) és una tecnologia usada en televisions de projecció i videoprojectors. Va ser desenvolupada originalment per Texas Instruments el 1987, encara que avui dia podem trobar diverses companyies que també la desenvolupen i comercialitzen, entre elles Samsung o Thomson.
Juntament amb les tecnologies LCD i LCoS són l'actualitat de la televisió de projecció i han aconseguit suplantar les pantalles de TRC. Totes aquestes tecnologies més les pantalles de plasma competeixen pel mercat de la HDTV.

## Funcionament
La tecnologia DLP es basa a emetre llum blanca (que conté tots els colors) i projectar-la sobre un o tres xips DMD que, controlats per un sistema digital que genera la imatge a visualitzar en cada instant, reflecteixen els colors adequats sobre la pantalla. Finalment el sistema visual humà integra la seqüència de colors en una imatge continuada i completa.
El xip DMD és un sofisticat commutador de llum que crea la imatge reflectint la llum de color a partir de miralls microscòpics que formen una matriu, col·locats sobre un semiconductor òptic conegut com a Dispositiu Digital de Micromirall (Digital Micromirror Device, DMD) que és el que dona nom al mateix xip. Cada mirall és controlat per reflectir o no la llum de color (d'aquí la idea de commutació de llum), i representa un píxel en la imatge projectada. Així, el nombre de petits miralls és exactament igual al nombre de píxels de la imatge, i per aconseguir les resolucions estàndards del mercat actual les dimensions típiques de les matrius són: 800x600, 1024x768 i 1280x720.
Com s'ha esmentat, existeixen dos mètodes per a crear imatges de color: pantalles DLP d'un sol xip o de tres xips.

### Funcionament amb un xip
Un DLP d'un sol xip DMD consta d'una làmpada, el mateix DMD i entremig una roda de color (dividida en quatre seccions: RGB i una secció per a millorar la lluentor). El funcionament és el següent: el xip DMD se sincronitza amb el moviment de rotació de la roda de color per mostrar el color corresponent a la secció de la roda que es troba davant de la làmpada, alternant els colors, és a dir, es mostra la component vermella en el DMD quan la secció vermella de la roda de color està davant de la làmpada, i el mateix amb les altres seccions. Les imatges es van mostrant seqüencialment (vermelles, verdes i blaves) amb una freqüència prou alta perquè l'observador contempli la imatge en color real. En els primers models aquesta velocitat era d'una rotació per frame, mentre que els darrers models giren a dues o tres vegades més ràpid que el frame rate.

#### Efecte arc iris

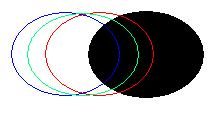
Efecte arc iris

L'efecte arc iris es produeix quan en una pantalla DLP observem flaixos breus d'ombres (tres arcs superposats dels color primaris verd, blau i vermell) rodejant el contorn d'una figura d'una escena. No tothom és capaç de percebre aquest efecte, hi ha persones que ho observen en tot moment, d'altres que ho perceben només si mouen els ulls per la pantalla i finalment, un grup que no ho poden captar mai. Les escenes típiques on es poden captar són les que contenen parts blanques o brillants sobre un fons obscur o negre, per exemple, els crèdits del final d'una pel·lícula.
Aquest efecte succeeix únicament a les pantalles DLP d'un sol xip, ja que, com s'acaba d'explicar, realment només un canal de color és projectat alhora; atès que els ulls es mouen a través de la imatge projectada, aquesta separació de colors es fa visible, percebent-se així un arc iris.
Per a evitar-ho, els fabricants de les pantalles DLP d'un sol xip fan que la roda de color augmenti la freqüència de gir o augmenten el nombre de segments de color en la roda esmentada, de manera que l'efecte queda minimitzat per a l'ull humà.

### Funcionament amb tres xips
La pantalla DLP de tres xips, a diferència de l'anterior, utilitza un prisma per dividir la llum blanca en tres rajos RGB (un raig per a cada color primari: vermell, verd i blau). Cada raig s'encamina cap al seu xip DMD, després es tornen a recombinar en un únic raig que finalment surt cap a l'exterior a través de les lents.
Els DLP's de tres xips defineixen millor els matisos i el color que els d'un sol xip, perquè cada color disposa de més temps per ser modulat a de cada frame de vídeo. A més, amb tres xips es redueix l'efecte arc iris (fins a fer-lo inapreciable) i el potencial del flicker.
Podem observar diferències importants de capacitat de producció de colors en els sistemes d'un i tres xips:
- 1 xip: 16,7 milions de colors
- 3 xips: 35 milions de colors

## Mercat i comparativa
Texas Instruments continua sent el principal fabricant de la tecnologia DLP, que és utilitzada per molts concessionaris que comercialitzen productes basats en el chipset de T.I.
DLP s'està convertint ràpidament en un sistema important dins del mercat de la projecció i de la televisió, arribant a vendre dos milions de sistemes y assolint una quota de mercat del 10%. Els DLPs constitueixen actualment un 5% de les vendes totals de Texas Instruments.

### Avantatges
- Imatges llises (amb resolució 1080p)
- Bona profunditat i contrast
- No es marquen les imatges a la pantalla
- TVs DLP més petits i lleugers que els de TRC
- La font de llum és més fàcilment reemplaçable que les llums posteriors utilitzades amb LCDs

### Inconvenients
- En els sistemes d'un sol xip es pot observar un efecte arc iris
- Contrast on-off poc eficaç comparat amb la referència del TRC
- Alguns dispositius poden tenir soroll del ventilador
- Més mecànic que les tradicionals pantalles TRC, LCD, plasma o LCoS
- Solen ser una mica més cars que altres sistemes

### DLP, LCD i LCoS
El sistema competidor més important avui en dia és la tecnologia LCD, mentre que el més semblant a DLP es coneix como LCoS (Cristall Líquid sobre Silici), que crea imatges utilitzant un mirall fix muntat a la superfície d'un xip, i utilitza una matriu de cristall líquid (similar a una LCD) per a controlar quanta llum es reflecteix.